# Александру IV Ілляш
Александру Ілляш (рум. Alexandru Iliaș; помер 1666) — господар Волощини (1616, 1628—1629; як Александру IV) та господар Молдавського князівства (1620—1621, 1631—1633; як Александру VII). Онук молдавського господаря Александру IV Лопушнянина.

## Життєпис
У вересні 1616 року турецький уряд призначив Александру Ілляша новим господарем Валахії (під ім'ям Александру IV). У 1617 році молдавський господар Александру Ілляш брав участь у турецькій військовій кампанії проти Речі Посполитої. У вересні 1617 року в Сороках уклав договір про союз із князем Трансильванії Габором Баторі. У травні 1618 турецький султан відсторонив від влади Александру Ілляша і повернув на волоський престол Гавриїла Могилу.
У вересні 1620 року Александру Ілляш став господарем Молдови (під ім'ям Александру VII) після того як бояри вбили попереднього господаря Гаспара Граціані. Наступного року Александру Ілляш брав участь у невдалій кампанії султана Османа II проти Речі Посполитої, в результаті якої турецька армія зазнала поразки в битві під Хотином у вересні 1621 року. У серпні 1621 року Александру Ілляш був відсторонений від престолу, оскільки він виявив недбальство при просуванні османських військ до Буковини, лагодженні мостів, перевозі продовольства. Від страти господаря врятували подарунок султанові срібної карети та вигнання із букових лісів підданих, які втекли від війни. На престол Молдавії турецький уряд звів спочатку воєводу Раду Міхню як тимчасового господаря, а 27 жовтня на посаду було призначено Стефана IX Томшу. У 1627—1629 роках Александру Ілляш вдруге обіймав волоський господарський престол. Його змінив Леон I Томша.
У грудні 1631 Александру Ілляш був вдруге призначений Блискучою Портою господарем у Молдові. Обіймав посаду два роки. Він досяг від Порти призначення, обіцявши сплатити джизію розміром 40 тисяч золотих. Під час свого другого правління у Молдові бояри змусили Александру присягнути їм на вірність. До цього молдавські бояри присягали на вірність господареві. Попри це, у квітні 1633 року бояри його вигнали, а господарем було обрано Мирона Барновського-Могилу.

## Особисте життя
За словами Мірона Костіна Александру IV Ілляш мав гомосексуальні нахили, а його коханцем був Батіст Вевелі.